# Nicola Capria
Nicola Capria (Rosarno, 6 novembre 1932 – Roma, 31 gennaio 2009) è stato un politico e avvocato italiano, quattro volte ministro socialista, compreso il secondo governo Craxi e deputato dalla VII all'XI legislatura.
Fu anche consigliere comunale a Messina, vicepresidente della Regione Siciliana, deputato regionale all'Assemblea regionale siciliana e segretario regionale del PSI in sicilia.
Dal 4 aprile 1980 al 27 giugno 1981 è stato Ministro senza portafoglio per gli Interventi nel Mezzogiorno nei governi Cossiga II e Forlani.